# Bánh bò

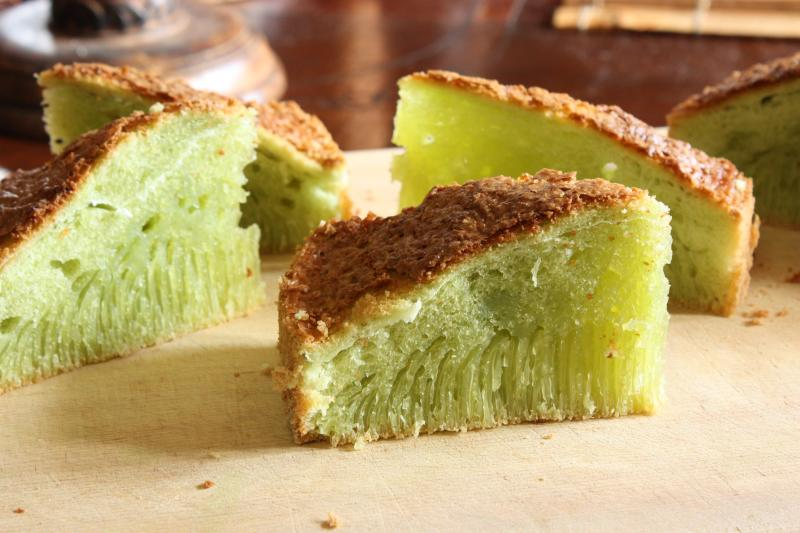
Bánh bò nướng

Bánh bò là một loại bánh có xuất xứ và phổ biến tại Việt Nam. Bánh bò là một loại bánh xốp làm từ: bột gạo, nước, đường và men. Mặt bánh có rất nhiều bong bóng nhỏ do có nhiều lỗ khí trong bánh. Loại bánh bò ở Trung Quốc được gọi là bạch đường cao (tiếng Trung: 白糖糕; bính âm: Báitáng gāo) - nghĩa là "bánh đường trắng" hoặc bánh Phát Tài (tiếng Trung: 芙蓉糕; bính âm: Fācái gāo); loại bánh bò này hơi chua và bỏ qua thành phần dừa - một thành phần không thể thiếu trong bánh bò ở Việt Nam. Bánh bò nói chung được ăn như món tráng miệng hoặc ăn với chả,...

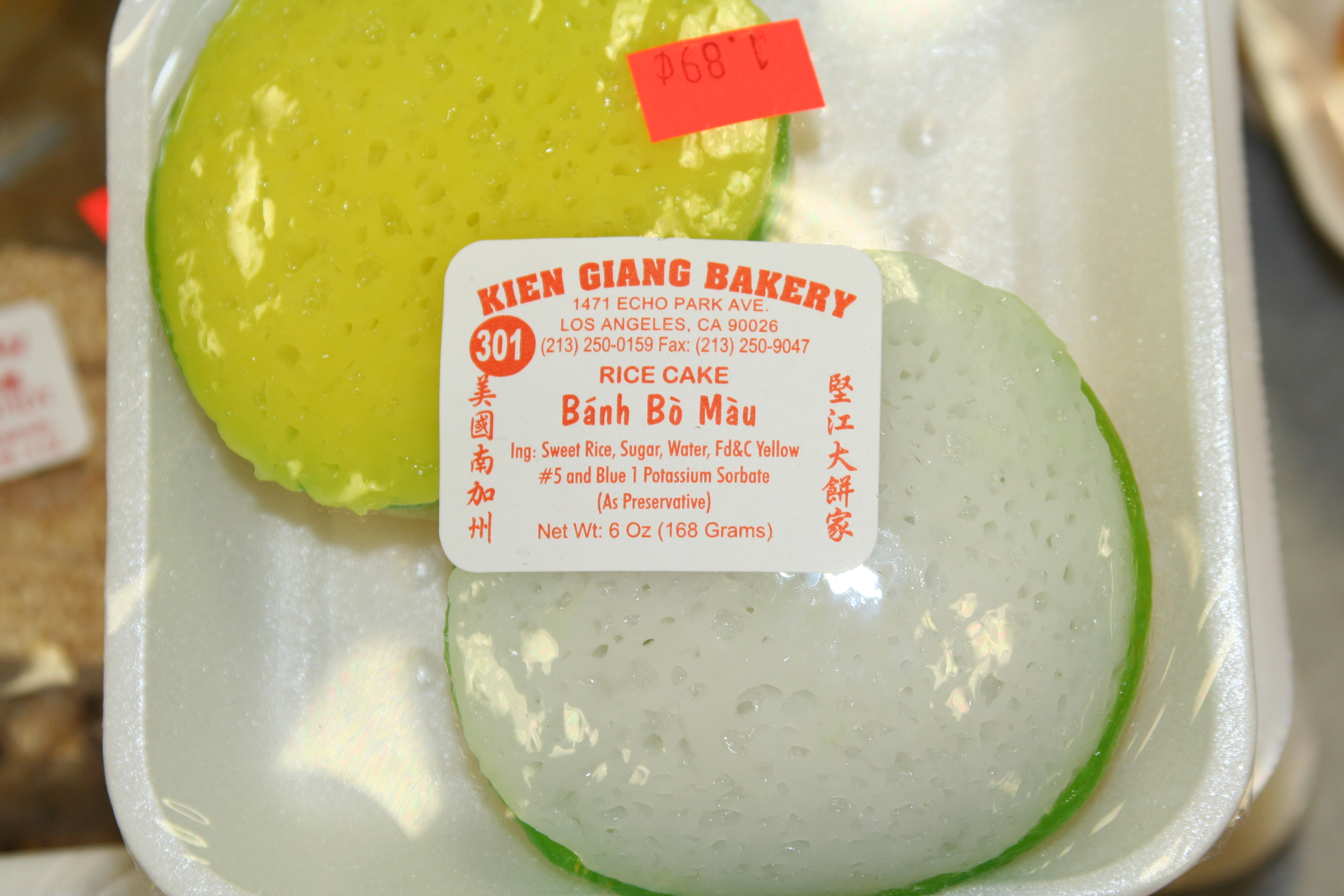
Bánh bò đóng gói

Theo tự điển Đại Nam quốc âm tự vị của Paulus Huỳnh Tịnh Của, bánh này có tên "bánh bò" là vì nó "giống cái vú con bò". Tuy nhiên, có người giải thích rằng, trong quá trình ủ bột với men, bột sẽ "bò" lên trên vành tô bột.

## Phân loại
Bánh bò nướng: loại bánh được thực hiện bằng phương pháp nướng từ bột nhào len mên dạng rắn, thường được làm với kích thước lớn, và khi ăn được cắt thành miếng tam giác. Bên trong hơi vàng hoặc trắng, phần mặt và rìa có màu vàng (nâu) do nước cốt dừa cháy, giòn. Loại bánh này được ăn riêng.
Bánh bò hấp: là loại bánh hấp không có thành phần nước cốt dừa trong bột lỏng. Những chiếc bánh loại này thường có dạng tròn nhỏ với nhiều màu trắng (không pha màu), vàng (từ đường thốt nốt), hồng hoặc tím (màu từ lá cẩm), xanh lá (từ lá dứa). Đôi khi, loại bánh hấp này cũng được làm thành mảng lớn và cắt nhỏ thành miếng tam giác hoặc chữ nhật như bánh bò nướng. Loại bánh này có thể được ăn riêng hoặc ăn kẹp với bánh tiêu hoặc ăn trong dĩa với nước cốt dừa rắc muối mè.
Bánh bò sữa (nướng) là một dạng bánh mới, xuất hiện từ khoảng thập niên 2000. Thành phần nước cốt dừa truyền thống được thay bằng sữa. Cũng như bánh bò hấp, bột bánh ở dạng lỏng. Bánh được làm chín bằng phương pháp nướng chảo.
Bánh bò dừa là dạng bánh mới nhất được ghi nhận cuối thập niên 2000, có xuất xứ không rõ. Loại bánh này khác biệt hẳn so với các loại trên ở điểm bánh không còn tơi xốp với nhiều bóng khí. Bánh này khá dai, có khi chai cứng trong một lớp vỏ nhẵn mịn. Khác biệt lớn nhất so với bánh truyền thống là phần bột bánh dạng lỏng được làm từ bột mì, bột nổi và trứng gà. Bánh được nướng bằng một loại khuôn đặc trưng gọi là khuôn chuồn chuồn để được dạng trụ rỗng. Khi lớp vỏ trụ chín, người làm cho vào lòng khuôn dừa sợi đã sao với đường và đậu xanh rồi đổ bột tiếp lên mặt trên và lật khuôn nướng tiếp. Thành phẩm là có dạng trụ tròn hoặc tròn dẹp như bánh crêpe.
Trong ẩm thực Nam Ấn có loại bánh idli có cách làm tương tự nhưng idli không có vị ngọt.